# Chacun son cinéma
Chacun son cinéma ou Ce petit coup au cœur quand la lumière s'éteint et que le film commence (bra: Cada Um com Seu Cinema; prt: Cada Um o Seu Cinema) é um filme coletivo de antologia francês de comédia dramática de 2007 encomendado para o 60º aniversário do Festival de Cinema de Cannes. O filme é uma coleção de 34 curtas-metragens, cada um com três minutos de duração, de 36 diretores aclamados. Representando cinco continentes e 25 países, os cineastas foram convidados a expressar "o seu estado de espírito do momento inspirado no cinema".
O subtítulo do filme diz "uma declaração de amor à tela grande". Muitos dos curtas compartilham temas semelhantes, incluindo homenagem ao cinema de arte europeu clássico, a morte da experiência cinematográfica, memórias de maravilhas da infância, o poder de transporte do cinema e atividades realizadas durante a exibição de um filme, incluindo falar, roubar, chorar e fazer relações sexuais.

## Distribuição

### Estreia
Chacun son cinéma estreou no Festival de Cinema de Cannes de 2007 em 20 de maio e foi transmitido na mesma noite na França pelo Canal+. A contribuição de David Lynch, Absurda, não ficou pronta a tempo e foi exibida antes de My Blueberry Nights, de Wong Kar-wai, na noite de abertura do festival.

### Lançamento do DVD
Duas versões em DVD do filme estão disponíveis, ambas na Região 2: uma lançada pela StudioCanal em 25 de maio de 2007, a outra lançada pela Pyramide Distribution em 31 de outubro de 2007. World Cinema, de Joel e Ethan Coen, não foi incluído no DVD do StudioCanal nem listado no DVD Pyramide. Absurda, de Lynch, também não está presente no DVD do StudioCanal.

## Segmentos
- Raymond Depardon – Cinéma d'été: Uma pequena multidão assiste a uma sala de cinema improvisada.
- Takeshi Kitano – One Fine Day: Um senhor mais velho lida com um projecionista incompetente.
- Theo Angelopoulos – Trois minutes: Uma mulher confessa seu amor a um colega cineasta que não retribui.
- Andrei Konchalovsky – Dans le noir: Uma idosa dona de cinema tenta assistir 8½, enquanto jovens loucos por sexo se beijam atrás dela.
- Nanni Moretti – Diario di uno spettatore: O próprio Moretti relata memórias preciosas do cinema.
- Hou Hsiao-hsien – The Electric Princess Picture House: Uma família em Taiwan nos anos 1940 vai ver um filme em um teatro repentinamente abandonado.
- Jean-Pierre e Luc Dardenne – Dans l'obscurité: Um batedor de carteiras em uma exibição de Au hasard Balthazar acidentalmente se conecta com um membro da audiência.
- Joel e Ethan Coen – World Cinema: Um cowboy parecido com Llewellyn Moss decide entre filmes de arte no Aero Theatre.
- Alejandro González Iñárritu – Anna: Uma mulher cega fica profundamente comovida ao ouvir o namorado interpretar o final de Le Mépris.
- Zhang Yimou – En regardant le film: Um menino fica encantado com a chegada de uma mostra de cinema itinerante em sua aldeia.
- Amos Gitai – Le Dibbouk de Haifa: Cinemas na Polônia dos anos 1930 e no atual Israel são atacados.
- Jane Campion – The Lady Bug: Um zelador de teatro luta contra um inseto brincalhão e dançante de tamanho humano.
- Atom Egoyan – Artaud Double Bill: Jovens estão mais preocupados em trocar mensagens uns com os outros do que assistir a La Passion de Jeanne d'Arc, Vivre sa vie e um filme pornô.
- Aki Kaurismäki – La Fonderie: Trabalhadores de fábrica sentam-se na hora do almoço para apreciar La Sortie de l'usine Lumière à Lyon.
- Olivier Assayas – Recrudescence: Um ladrão com relacionamento ambíguo com uma jovem rouba sua bolsa durante uma exibição.
- Youssef Chahine – 47 ans après: Um jovem Chahine e sua atriz principal lamentam o fracasso crítico de seu filme em Cannes.
- Tsai Ming-liang – It's a Dream: Um homem lembra-se da ligação com sua família e o pequeno público em um teatro em Kuala Lumpur.
- Lars von Trier – Occupations: Von Trier interpreta a si mesmo, repreendendo e martelando violentamente um empresário até a morte durante a estreia de Manderlay.
- Raoul Ruiz – Le Don: Um homem cego conta à sobrinha sobre a vez em que exibiu Casablanca para uma vila rural.
- Claude Lelouch – Cinéma de boulevard: Memórias de como o filme Top Hat impactou a família do diretor ao longo dos anos.
- Gus Van Sant – First Kiss: Um jovem projecionista se apaixona por uma garota em um filme.
- Roman Polanski – Cinéma érotique: Um casal de meia idade assistindo Emmanuelle fica irritado com um aparente masturbador.
- Michael Cimino – No Translation Needed: Um desagradável dono de teatro e cineasta amador faz um videoclipe para uma banda cubana.
- David Cronenberg – At the Suicide of the Last Jew in the World in the Last Cinema in the World: Em um futuro distópico, o ato horrível do personagem-título e suas implicações sociais são objeto de obsessão branda da mídia.
- Wong Kar-wai – I Travelled 9000 km to Give It to You: Um jovem comendo frutas (Fan Chih Wei) pensa em sua amante.
- Abbas Kiarostami – Where Is My Romeo?: Várias mulheres iranianas assistem Romeo and Juliet e choram.
- Bille August – The Last Dating Show: Um homem traduzindo um filme dinamarquês para sua namorada não fluente entra em conflito com membros agressivos do público.
- Elia Suleiman – Irtebak: Um diretor palestino se sente desconfortável em um festival de cinema.
- Manoel de Oliveira – Rencontre unique: É exibido um filme mudo que retrata um encontro entre Nikita Khrushchev (Michel Piccoli) e o Papa João XXIII (Duarte d'Almeida).
- Walter Salles – À 8 944 km de Cannes: Em frente a uma marquise de Les quatre cents coups, dois cantores brasileiros trocam canções sobre a visita ao Festival de Cannes.
- Wim Wenders – War in Peace: Os habitantes de uma aldeia do Congo assistem e discutem Black Hawk Down.
- Chen Kaige – Zhanxiou Village: Crianças pequenas montam um projetor para assistir a um filme de Charlie Chaplin, apenas para serem assustadas por um adulto intrometido.
- Ken Loach – Happy Ending: Pai e filho discutem sobre as exibições em um multiplex, decidindo finalmente ir assistir futebol.
- David Lynch – Absurda:  Um sinistro projecionista mostra a um grupo de adolescentes uma visão de pesadelo de um assassinato. Enquanto ele roda o filme, os adolescentes parecem compelidos a cometê-lo.